# Phymatodes volans
Phymatodes volans là một loài bọ cánh cứng trong họ Cerambycidae.